# 桑泰尔地区博库尔
桑泰尔地区博库尔（法語：Beaucourt-en-Santerre，法語發音：[bokuʁ ɑ̃ sɑ̃tɛʁ]），或纯音译作博库尔昂桑泰尔，是法国上法兰西大区索姆省的一个市镇，属于蒙迪迪耶区。

## 地理
桑泰尔地区博库尔（49°47'35"N, 2°35'8"E）面积5.95 平方千米，位于法国上法蘭西大區索姆省，该省份为法国北部沿海省份，北起加来海峡省和北部省，西接滨海塞纳省和大西洋英吉利海峡，南至瓦兹省，东临埃纳省。
与桑泰尔地区博库尔接壤的市镇（或旧市镇、城区）包括：伊尼欧库尔、桑泰尔地区卡约、代米安、弗雷努瓦昂绍塞、桑泰尔地区梅济耶尔、勒凯内勒。

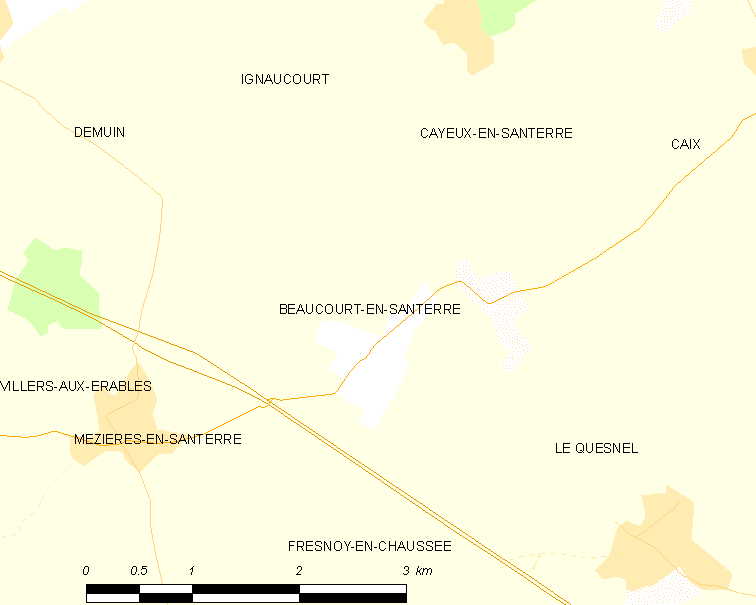
桑泰尔地区博库尔的OSM定位图

桑泰尔地区博库尔的时区为UTC+01:00、UTC+02:00（夏令时）。

## 行政
桑泰尔地区博库尔的邮政编码为80110，INSEE市镇编码为80064。

## 政治
桑泰尔地区博库尔所属的省级选区为莫勒伊县。

## 人口

1962-2008年间桑泰尔地区博库尔人口变化图示

桑泰尔地区博库尔于2022年1月1日时的人口数量为164人。